# ویلوبی کاتن
ویلوبی کاتن (انگلیسی: Willoughby Cotton؛ 1783 – ۴ مهٔ ۱۸۶۰) فرد نظامی اهل پادشاهی متحد بریتانیای کبیر و ایرلند بود. وی همچنین برندهٔ جوایزی همچون نشان حمام شده‌است.